# 长城骗局
長城騙局（英語：Great Wall of China hoax）是一则由美国科罗拉多州丹佛的记者伪造的报道，1899年6月25日的下午刊登在美国报纸上，内容为美国商人想竞标一份拆掉长城并在原处建设道路的合約。
1939年，一名丹佛的作曲家哈利·李·韋伯（Herry Lee Wilber）在杂志上的一篇文章声称1899年的这个报道是1900年义和团运动的导火索。事实上，合約不曾存在過；而且在此报道之前的1899年3月，义和团运动因抗击德国入侵山东而变得愈发激烈。沒有中國的歷史文獻將這個伪造的报道和义和团运动拉上關係。
这个说法成为都市传说广为流传，后经过改编被纳入讲道中，說明言語以訛傳訛的力量（the power of the tongue）。文化史學家卡洛斯·雷曼德評論指，原來的一個謠言透過另一個更大的謠言去廣泛流傳，說明在不同的情況下，長城可以是包括着萬物。

## 背景
發表伪造的报道時，正值19世紀晚期帝國主義的巔峰。1898年，英國以99年租約取得新界，得以擴展自1841年割讓予英國的香港殖民地。英國又派遣一隊艦隊到直隸海灣，強迫中國出租威海衛。德國佔據中國港口青島，並用作軍事基地。法國從中國租借廣州灣。日本在甲午戰爭中打敗中國。當時中國瀰漫一片仇外情緒。

## 开端
1899年6月24日，四位丹佛的记者在丹佛聯合車站偶遇。他们分别是《郵報》（Post）的阿爾·史提文斯（Al Stevens）、《共和報》（Republican）的傑克·托尼（Jack Tournay）、《時報》（Times）的約翰·路易斯（John Lewis）和《洛磯山新聞》（Rocky Mountain News）的哈爾·威爾夏（Hal Wilshire）。他们都在等待新闻却一无所获，沮丧的史提文斯说：“我不知道你们要干什么，但我想造假新闻，假新闻不会对任何人有伤害，管它呢”，其他三人同意并一同前往第十七街的牛津饭店（Oxford Hotel）进行讨论。
记者们认为发生在美国的新闻更容易被检验，他们又考虑了德国、俄罗斯和日本，直到一个记者提到中国，約翰·路易斯兴奋的说道：“就是它，中國的萬里長城！必然成為那傢伙上新聞50年來最引人注目的。讓我們為它編個故事。讓我們為中國作件真正有意義的事。我們把那傢伙拆了吧！”
记者们随后编造了一个假新闻，内容为中国计划拆除长城并在原处建设道路，并对美国公司进行招标的项目，芝加哥工程师法蘭克·C·路易斯（Frank C. Lewis）将要投标这一项目。新闻还描述了一群在丹佛停留将要前往中国的工程师。尽管一个记者担心假新闻的后果，他最终被其他记者否决。离开牛津酒吧后，他们去了温莎酒店（Windsor Hotel），在登记表上签署了四个虚构名字并告知接待员在他们前往加利福尼亚州前，可以告诉询问有关记者采访了四个男人的任何人。
记者们发誓说他们会坚持这个新闻，只要他们四个中有人还活着。第二天，丹佛四大报纸（《郵報》、《共和報》、《時報》和《洛磯山新聞》）的头版刊登了这篇新闻，标题为
中国长城劫数难逃！北京向世界市场求助！
GREAT CHINESE WALL DOOMED! PEKING SEEKS WORLD TRADE!
两个星期后，約翰·路易斯注意到一份知名的美国东部报纸已经转载了该新闻。这份报纸还引用了一名中国官員确认此事，并配有插图和评论。 最终该新闻传播到全国所有的报纸，然后传播到欧洲。虽然经历了不同版本，但其实质仍然是：美国将派遣一支远征队伍前去拆除中国的长城。
1899年6月26日早上，除了这四位各自的报纸以外，《芝加哥论坛报》也刊登了一篇《长城拆除计划招标》。文中提到，一家芝加哥的公司希望能拿到拆除长城的这单合同。这消息应该能算是真的。6月27日，《华盛顿邮报》发表《拆除长城》。6月28日，《纽约时报》发表相关社论。7月8日，《维恩堡晚报》发表《长城的末日已到》。8月4日，远在南半球秘鲁的《利马新闻》也刊登了拆除长城的插图新闻。那图上画了个像前门楼子的城关和一段城墙，注文是：“中国的长城。（美国芝加哥商人想竞标拆掉它。）”
9月25日，也就是三个月后，《纽瓦克日报》发表《爆破拆除：长城将被用于现代化城市的建设》。这篇报导非常详细地描述了美国各大资本家对长城拆除方法的计算，以及回收后的长城砖，在即将到来的20世纪可以创造什么新的建筑奇迹。《爆破拆除》与《长城的末日已到》两篇文章中，明确地提到了资本家们要在拆除长城后，紧接着上马京沪铁路、长江水电厂这类貌似能够与长城比肩的宏大工程。
10年后，最后幸存的记者哈爾·威爾夏承认了真相。

## 后续
一位丹佛词曲作者哈利·李·韋伯（1875年 - 1946年）在1939年写了一篇文章《震惊世界的骗局》（"A Fake That Rocked the World"），发表在《北美評論》（North American Review）上。他的那篇文章在17年后被选入《世界著名大骗局》（Great Hoaxes of All Time）中，此书由羅伯特·梅迪爾·麥克布萊德（Robert Medill McBride）和尼爾·普里奇（Neil Pritchie）编辑。1981年，此都市传说也在保羅·哈維（Paul Harvey）的广播《其餘的故事》（The Rest of the Story）上提到。
哈利·李·韋伯的说法没有中国的信息来源证实。

### 引用
1. ↑  Rojas (2010).
2. 1 2 3 4 5 6 7 8 9  Museum of Hoaxes (2015).
3. ↑  McBride, Robert Medill and Pritchie, Neil, ed. Great Hoaxes of All Time. Pages 17-24. New York: Robert M. McBride Co., 1956.
4. ↑  Wilber, Harry Lee. "A Fake That Rocked the World, " North American Review, 1939.